# 유다 왕국
유다 왕국(יְהוּדָה, 아카드어: 𒅀𒌑𒁕𒀀𒀀, 아람어: 𐤁‬𐤉‬𐤕‬𐤃𐤅‬𐤃)은 이스라엘 왕국이 기원전 931년 무렵에 분열되어 12개 지파 가운데 2개의 지파인 유다 지파와 베냐민 지파의 지지로 세워진 왕국으로, 이스라엘 왕국의 창건 왕조인 다윗 왕조가 군림하였다. 북이스라엘 왕국과 대조하여 남유다 왕국으로 부르기도 한다.
왕국의 대부분을 이루고 있는 유다 지파의 이름을 따서 유다 왕국이라 불렀고, 약 344년 동안 20명의 임금이 재위하였다. 구약성경에 따르면 히스기야, 여호사밧, 아사, 요시야, 요담 등 몇몇 외에는 유대교 신앙 외에 다른 신앙에 호의적이었던 것으로 기록되어 있다. 유다 왕국의 중심지는 왕국의 수도인 예루살렘이었다. 유다 왕국은 기원전 586년 무렵 신바빌로니아 제국의 침략으로 멸망당했다.

## 고고학적 기록
성경 기록에 따르면 유다 왕국은 기원전 10세기경 다윗과 솔로몬에 의해 통치되었던 통일 이스라엘 왕국에 그 근간을 둔다. 단 석비는 기원전 9세기경 북이스라엘 왕국 남쪽에 있었던 다윗 왕조의 후손이 다스리는 국가가 있었음을 실증하며, 이후 다른 자료들도 기원전 8세기에 유다 왕국을 통치했다고 전해지는 몇몇 왕들의 실존을 증명한다. 그러나 유다 왕국이 정확히 어떻게 창건되었는지에 대해서는 명백하게 추론할 근거가 없다. "유다"라는 이름이 등장하는 가장 이른 시기의 유물은 님루드에서 발굴된 기원전 733년에 쓰여진 석판이다.
통일 이스라엘 왕국에 대해 현대 고고학에서 상당한 지분을 차지했던 이론은 이스라엘 핀켈슈타인이 제시한 '저연대Low Chronology' 이론이다.:59–61 이 이론에서 제시하는 층서학적 모델에 따르면, 그동안 통일 이스라엘 왕국의 것으로 인식되던 유물이나 유적들(게셀, 므깃도, 하솔의 마병장)은 기원전 10세기가 아닌 기원전 9세기로 비정되는 것이 타당하다. 또한 다윗 왕은 기원전 10세기~9세기로 비정하는데, 강한 왕권을 가졌다기 보단 유다의 소규모 부족의 족장 수준의 인물로 북이스라엘 왕국과는 무관하다고 본다. 물론, 저연대 이론이 모든 고고학자들이 동의하는 주장은 아니다. 아미하이 마자르 교수가 그 대표적인 예신데, 예루살렘과 기원전 11-10세기의 유적인 키르벳 케이야파에 대한 발굴조사가 진행됨에 따라 오늘날 일부 고고학자들은 기원전 11-10세기의 통일 이스라엘 왕국의 존재를 인정한다.
학계에서는 현재 기원전 10세기경 예루살렘의 위상에 대해 논의하고 있다. 예루살렘에서 가장 오래된 거주 구역의 중심부는 '다윗의 성읍'이라는 이름이 붙여져 있는데, 실제로 이 구역을 조사해본 결과 이스라엘 민족의 흔적은 기원전 9세기가 되어서야 나타난다. 그러나 이 구역에서 발견된 계단 형태의 석조 구조물이나 대형 석조 구조물들은 기원전 10세기까지 소급된다.
네게브 사막의 텔아라드에서 발굴된 군사 요새의 무기류 유물들은 유다의 말단 장교들도 글을 배웠음을 시사한다.

## 역대 국왕
| 대수 | 왕조        | 임금       | 통치기간 | 통치기간               | 성경 참고                      |
| ---- | ----------- | ---------- | -------- | ---------------------- | ------------------------------ |
| 1    | 다윗 왕조   | 르호보암   | 18년     | 기원전 931년경-913년경 | 열왕기상 14:21;                |
| 2    | 다윗 왕조   | 아비얌     | 2년      | 기원전 913년경-911년경 | 열왕기상 15:1,2; 역대상 13:1   |
| 3    | 다윗 왕조   | 아사       | 41년     | 기원전 911년경-870년경 | 열왕기상 15:9,10; 역대하 16:13 |
| 4    | 다윗 왕조   | 여호사밧   | 22년     | 기원전 870년경-848년경 | 열왕기상 22:41;                |
| 5    | 다윗 왕조   | 여호람     | 7년      | 기원전 848년경-841년경 | 열왕기하8:16; 역대하21:5       |
| 6    | 다윗 왕조   | 아하지야   | 1년      | 기원전 841년경-841년경 | 열왕기하8:25; 역대하22:2       |
| 7    | 오므리 왕조 | 아달리야   | 6년      | 기원전 841년경-835년경 | 열왕기하11:3; 역대하22:12      |
| 8    | 다윗 왕조   | 요아스     | 39년     | 기원전 835년경-796년경 | 열왕기하12:1; 역대하24:1       |
| 9    | 다윗 왕조   | 아마지야   | 15년     | 기원전 796년경-781년경 | 열왕기하14:1; 역대하25:1       |
| 10   | 다윗 왕조   | 우찌야     | 41년     | 기원전 781년경-740년경 | 열왕기하15:1; 역대하26:1       |
| 11   | 다윗 왕조   | 요담       | 4년      | 기원전 740년경-736년경 | 열왕기하15:32; 역대하27:1      |
| 12   | 다윗 왕조   | 아하즈     | 20년     | 기원전 736년경-716년경 | 열왕기하16:12; 역대하28:1      |
| 13   | 다윗 왕조   | 히즈키야   | 29년     | 기원전 716년경-687년경 | 열왕기하18:1; 역대하29:1       |
| 14   | 다윗 왕조   | 므나쎄     | 55년     | 기원전 687년경-642년경 | 열왕기하21:1; 역대하31:1       |
| 15   | 다윗 왕조   | 아몬       | 2년      | 기원전 642년경-640년경 | 열왕기하21:19; 역대하33:21     |
| 16   | 다윗 왕조   | 요시아     | 31년     | 기원전 640년경-609년경 | 열왕기하22:1; 역대하34:1       |
| 17   | 다윗 왕조   | 여호아하즈 | 3달      | 기원전 609년경-609년경 | 열왕기하23:31; 역대하36:1      |
| 18   | 다윗 왕조   | 여호야킴   | 11년     | 기원전 609년경-598년경 | 열왕기하23:36; 역대하36:5      |
| 19   | 다윗 왕조   | 여호야긴   | 3달      | 기원전 598년경-598년경 | 열왕기하24:8; 역대하36:9       |
| 20   | 다윗 왕조   | 시드키야   | 11년     | 기원전 598년경-587년경 | 열왕기하24:18; 역대하36:11     |

## 같이 보기
- 이스라엘 왕국
- 유다 왕국의 군주